# 털북숭이박쥐속
털북숭이박쥐속(Centronycteris)은 대꼬리박쥐과에 속하는 박쥐 속의 하나이다. 2종으로 이루어져 있다.

## 하위 종
- 토마스털북숭이박쥐 (Centronycteris centralis)
- 털북숭이박쥐 (Centronycteris maximiliani)